# Фестиваль надежд
«Фестиваль надежд» — ежегодный советский рок-фестиваль, проводившийся Московской рок-лабораторией в период с 1987 по 1991 годы.

## История
Первый «Фестиваль надежд» прошёл в 14-15 февраля 1987 года; за 2 дня выступила 21 группа.
Лауреаты в первый день
- «Тяжёлый день» — возможность записать альбом на студии фирмы «Мелодия».
- «Легион» — запись на радио нескольких композиций и последующая передача их на Данию и Голландию.
- «Чёрный Обелиск» — приз за лучшие металлические тексты.

Лауреаты во второй день
- «Ва-банкъ»
- «Крематорий»
- «Альянс»[комм. 1]
- Юрий Спиридонов — приз «Рок-герой»
- «Встреча на Эльбе» — приз «За удачный дебют»
- «Прощай, молодость» — приз «За лучшее сценическое решение»

Второй фестиваль проходил 27 и 28 февраля 1988 года. Третий фестиваль проводился совместно с Ленинградским рок-клубом (13 и 7 команд соответственно). О четвёртом фестивале (28-29 октября 1989 года) был смонтирован видеофильм; этот фестиваль стал вторым выступлением для группы «Ногу свело!».
Последний «Фестиваль надежд» прошёл в 06-07 июля 1991 года.